# Carthaea saturnioides
Carthaeidae este o familie care cuprinde o singură specie, Carthaea saturnioides (numită și Molia de Dryandra). Familia Saturniidae este înrudită cu Carthaeidae, având câteva asemănări, cea mai importantă fiind ochii marcați pe aripi.
După cum sugerează și numele său, larva are ca principală sursă de hrană specii din genul Dryandra și alte plante din Banksia și Grevillea